# Republiken Azerbajdzjans ishockeyfederation
Republiken Azerbajdzjans ishockeyfederation ordnar med organiserad ishockey i Azerbajdzjan.  Azerbajdzjan inträdde den 6 maj 1992 i IIHF.

### Fotnoter
1. ↑  ”Azerbaijan”. International Ice Hockey Federation. http://www.iihf.com/iihf-home/countries/azerbaijan.html. Läst 9 april 2012.
2. ↑  ”Breakup of old Europe creates a new hockey world” (web). IIHF. 6 maj 1992. http://www.iihf.com/iihf-home/the-iihf/100-year-anniversary/100-top-stories/story-42.html. Läst 9 november 2010.